# Kayapınar, Gercüş
Kayapınar là một xã thuộc huyện Gercüş, tỉnh Batman, Thổ Nhĩ Kỳ. Dân số thời điểm năm 2011 là 2.101 người.